# Влада Зорана Ђинђића
Влада Зорана Ђинђића формирана је 25. јануара 2001. од стране коалиције Демократска опозиција Србије, коју је чинило 18 политичких партија. Председник Владе био је Зоран Ђинђић, а влада је имала 7 потпредседника и 19 министара. Ово је била седма влада након обнове вишестраначког система у Србији.
Владу је изабрао пети сазив Народне скупштине Републике Србије.
Демократска странка Србије је августа 2001. године напустила Владу Зорана Ђинђића и посланички клуб ДОС-а и све до нових парламентарних избора 2003. била је у опозицији.
Након атентата на председника владе Зорана Ђинђића 12. марта 2003, дошло је до избора нове Владе Србије на челу са Зораном Живковићем.

## Формирање Владе
Председник Републике Србије Милан Милутиновић расписао је парламентарне изборе за 23. децембар 2000. године. На тим изборима, резултат је био следећи:
- Демократска опозиција Србије - 176 посланичких места
- Социјалистичка партија Србије - 37
- Српска радикална странка - 23
- Странка српског јединства - 14

## Састав Владе
Састав Владе је био следећи:
| Ресор                                                             | Слика                 | Име и презиме              | Странка  | Детаљи                                          |
| ----------------------------------------------------------------- | --------------------- | -------------------------- | -------- | ----------------------------------------------- |
| Председник Владе                                                  | Зоран Ђинђић          | Зоран Ђинђић               | ДС       | до 12. марта 2003.                              |
| Председник Владе                                                  | Небојша Човић         | Небојша Човић              | ДА       | в.д. Председник Владе од 12. до 17. марта 2003. |
| Председник Владе                                                  | Жарко Кораћ           | Жарко Кораћ                | СДУ      | в.д. Председник Владе од 17. марта 2003.        |
| Потпредседник (за Координационе центре на југу Србије и КиМ)      | Небојша Човић         | Небојша Човић              | ДА       |                                                 |
| Потпредседник (за здравство, културу и социјалну политику)        | Жарко Кораћ           | Жарко Кораћ                | СДУ      |                                                 |
| Потпредседник (за локалну самоуправу)                             | Јожеф Каса            | Јожеф Каса                 | СВМ      |                                                 |
| Потпредседник (за привреду)                                       |                       | Александар Правдић         | ДСС      | до 31. августа 2001.                            |
| Потпредседник (за борбу против корупције)                         |                       | Вук Обрадовић              | СД       | до 12. децембра 2001.                           |
| Потпредседник (за одбрану и безбедност)                           | Момчило Перишић       | Момчило Перишић            | ПДС      | до 1. априла 2002.                              |
| Потпредседник за државну управу и министарство унутрашњих послова |                       | Душан Михајловић           | НД       |                                                 |
| Потпредседник                                                     |                       | Миодраг Исаков             | РВ       | од 19. јуна 2002                                |
| Министри                                                          |                       |                            |          |                                                 |
| Министарство економије и финансија                                | Божидар Ђелић         | Божидар Ђелић              | ДС       |                                                 |
| Министарство правде и локалне самоуправе                          | Владан Батић          | Владан Батић               | ДХСС     |                                                 |
| Министарство рударства и енергетике                               |                       | Горан Новаковић            |          | до 19. јуна 2002                                |
| Министарство рударства и енергетике                               | Кори Удовички         | Кори Удовички              |          | од 19. јуна 2002                                |
| Министарство пољопривреде, шумарства и водопривреде               | Кори Удовички         | Драган Веселинов           | КВ       |                                                 |
| Министарство економских односа са иностранством                   | Горан Питић           | Горан Питић                | ДС       |                                                 |
| Министарство привреде и приватизације                             | Александар Влаховић   | Александар Влаховић        | ДС       |                                                 |
| Министарство грађевине и урбанзма                                 | Драгослав Шумарац     | Драгослав Шумарац          | ДС       |                                                 |
| Министарство за саобраћај и телекомуникације                      |                       | Марија Рашета Вукосављевић | ДС       |                                                 |
| Министарство трговине, туризма и услуга                           | Слободан Милосављевић | Слободан Милосављевић      | ДС       |                                                 |
| Министарство рада и запошљавања                                   |                       | Драган Миловановић         |          | АСНС                                            |
| Министарство рада, борачких и социјалних питања                   | Гордана Матковић      | Гордана Матковић           | ДА       |                                                 |
| Министарство науке, технологије и развоја                         | Драган Домазет        | Драган Домазет             | ДС       |                                                 |
| Министарство здравља и заштите животне средине                    |                       | Обрен Јоксимовић           | ДСС      | до 22. октобра 2001.                            |
| Министарство здравља                                              | Томица Милосављевић   | Томица Милосављевић        | Г17 плус | од 19. јуна 2002                                |
| Министарство заштите природних богатстава и животне средине       | Анђелка Михајлов      | Анђелка Михајлов           |          | од 19. јуна 2002                                |
| Министарство просвете и спорта                                    |                       | Гашо Кнежевић              | ГСС      |                                                 |
| Министарство културе                                              | Бранислав Лечић       | Бранислав Лечић            | ДС       |                                                 |
| Министарство вера                                                 |                       | Војислав Миловановић       |          |                                                 |
| Министарство за државну управу и локалне самоуправе               | Родољуб Шабић         | Родољуб Шабић              | СД       | од 19. јуна 2002                                |